# ジョン・ヘンズリー
ジョン・ヘンズリー（John Hensley、1977年8月29日 - ）は、アメリカ合衆国出身の俳優である。

## 出演作品

### テレビ
- NIP/TUCK マイアミ整形外科医（マット・マクナマラ）
- CSI:科学捜査班
- ザ・ソプラノズ 哀愁のマフィア
- 殺人を無罪にする方法(ロナルド・ミラー)

### 映画
- シャッター（アダム）
- 女性鬼

### オリジナルビデオ
- ホステル3（ジャスティン）